# Microsoft Mathematics
Microsoft Mathematics（中文：Microsoft数学求解器，前称Microsoft Math）是一個教育軟件，使用戶能夠解決的數學和科學問題。由微軟開發和維護，它主要作為學生的學習工具。Microsoft Math在Microsoft Windows、ios、Android下均可使用。截至2023年5月，该求解器可在Microsoft Edge浏览器中使用(可能发布于2019年12月）。
微软公司宣布，Microsoft Math Solver将于2025年7月7日停止服务。

## 特點
Microsoft Mathematics包含的功能，旨在幫助教育用戶解決數學、科學和技術相關的問題。工具包括圖形計算器及單位換算。它還包括一個三角形求解器和一個方程求解器，提供一步一步的解決方案，有利於對學生企圖學習解決問題的技能。
獨立版本的Microsoft Mathematics 4.0還支持手寫識別及微积分，從而使用戶能夠通過手寫出問題，讓他們通过微軟數學認識數學。

## 版本歷史
- Microsoft Math 1.0 - 僅內置於Microsoft Student 2006
- Microsoft Math 2.0 - 僅內置於Microsoft Student 2007
- Microsoft Math 3.0 - 作為一個獨立產品的全功能版本及一個規模較小的Microsoft Student 2008部分。全功能版本完整支援微积分、手寫識別功能及一個投影機的特殊顯示模式。全功能版本是第一個要求進行產品激活的Microsoft Math版本。
- Microsoft Mathematics 4.0 - 这个版本的软件微软在2011年1月发布。它可以免费下载。在这个版本中，软件使用了Ribbon界面。
- Microsoft Math iOS - 于2019年11月发布。
- Microsoft Math Android - 于2019年12月发布。

## 外部連結
- Microsoft Math主页 （页面存档备份，存于）
- Microsoft Math Solver app on Apple Store （页面存档备份，存于）
- Microsoft Math Solver app on Google Play Store （页面存档备份，存于）

1. ↑  . www.ithome.com.   [2025-06-15].